# إيمان أبو الدهب
إيمان أبو الدهب، ممثلة مصرية .

## عن حياتها
لها العديد من الأعمال التلفزيونية .

## من أعمالها

### المسلسلات
- الحكر
- شارع عبد العزيز 2
- في غمضة عين
- الإمام الغزالي
- البحر و العطشانة
- البحر و العطشانة
- ملكة في المنفى

### السيت كوم
- بيت العيلة 2

## روابط خارجية
- إيمان أبو الدهب على موقع قاعدة بيانات الأفلام العربية